# Polanco, Cantabria
Polanco tỉnh và cộng đồng tự trị Cantabria, phía bắc Tây Ban Nha. Đô thị Polanco, Cantabria có diện tích là 17,55 ki-lô-mét vuông, dân số năm 2009 là 5065 người với mật độ 286,6 người/km². Đô thị này có cự ly 24 km so với Santander.